# Narcís Basté i Basté
Narcís Basté i Basté (Sant Andreu de Palomar, Barcelonès, avui Barcelona, 16 de desembre de 1866 — Paterna, Horta Oest, València, 15 d'octubre de 1936) fou un eclesiàstic barceloní. Mort durant la Guerra Civil espanyola, és venerat com a beat per l'Església Catòlica.

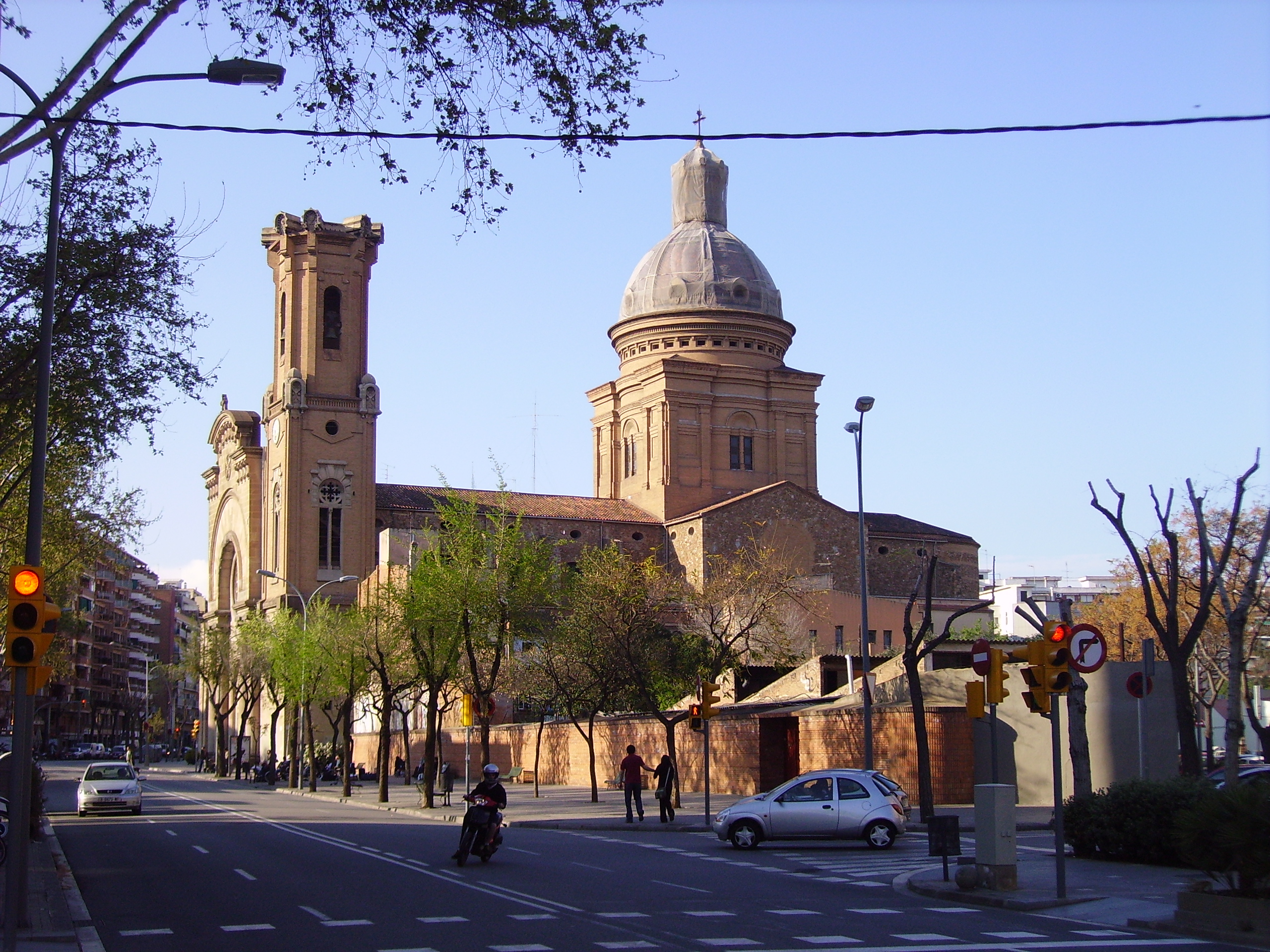
Església de Sant Andreu de Palomar

Nascut a Sant Andreu de Palomar (des de 1907 unit al municipi de Barcelona), es va llicenciar en dret a la Universitat de Barcelona el 1890. Membre de la Congregació Mariana de la Immaculada i Sant Lluís Gonzaga, a l'església del Sagrat Cor de Jesús, hi conegué els jesuïtes i volgué fer-se'n. El mateix any 1890 ingressà a la Companyia de Jesús i s'ordenà sacerdot el 1899. El 1901 fou destinat a València per ocupar la direcció de la Congregació Mariana del Patronat de la Joventut Obrera, institució que dirigí fins al gener del 1932, quan la Companyia de Jesús fou dissolta pel Govern de la Segona República. Pioner de les activitats socioeducatives, durant aquests anys dugué a terme diverses iniciatives, com ara les primeres colònies escolars de València (1906), la Casa dels Obrers (1908), l'equip de futbol Gimnàstic Patronat (1909) i el Parc Escola (1928). A més, fomentà entre els joves reunions i acadèmies, representacions del pessebre, vetllades literàries i sortides al camp, etc.
És autor dels llibres Patronato de jóvenes obreros (1924), Vida y milagros de la Stma. Virgen del Puig (1929), Catecismo de apologética (1935) i La religión verdadera (1935).
Morí el 15 d'octubre de 1936, assassinat per pistolers de la CNT. L'11 de març de 2001 fou beatificat per Joan Pau II com un dels 233 Màrtirs de València.